# Kloster Dragomirna
Koordinaten: 47° 45′ 27″ N, 26° 13′ 48″ O

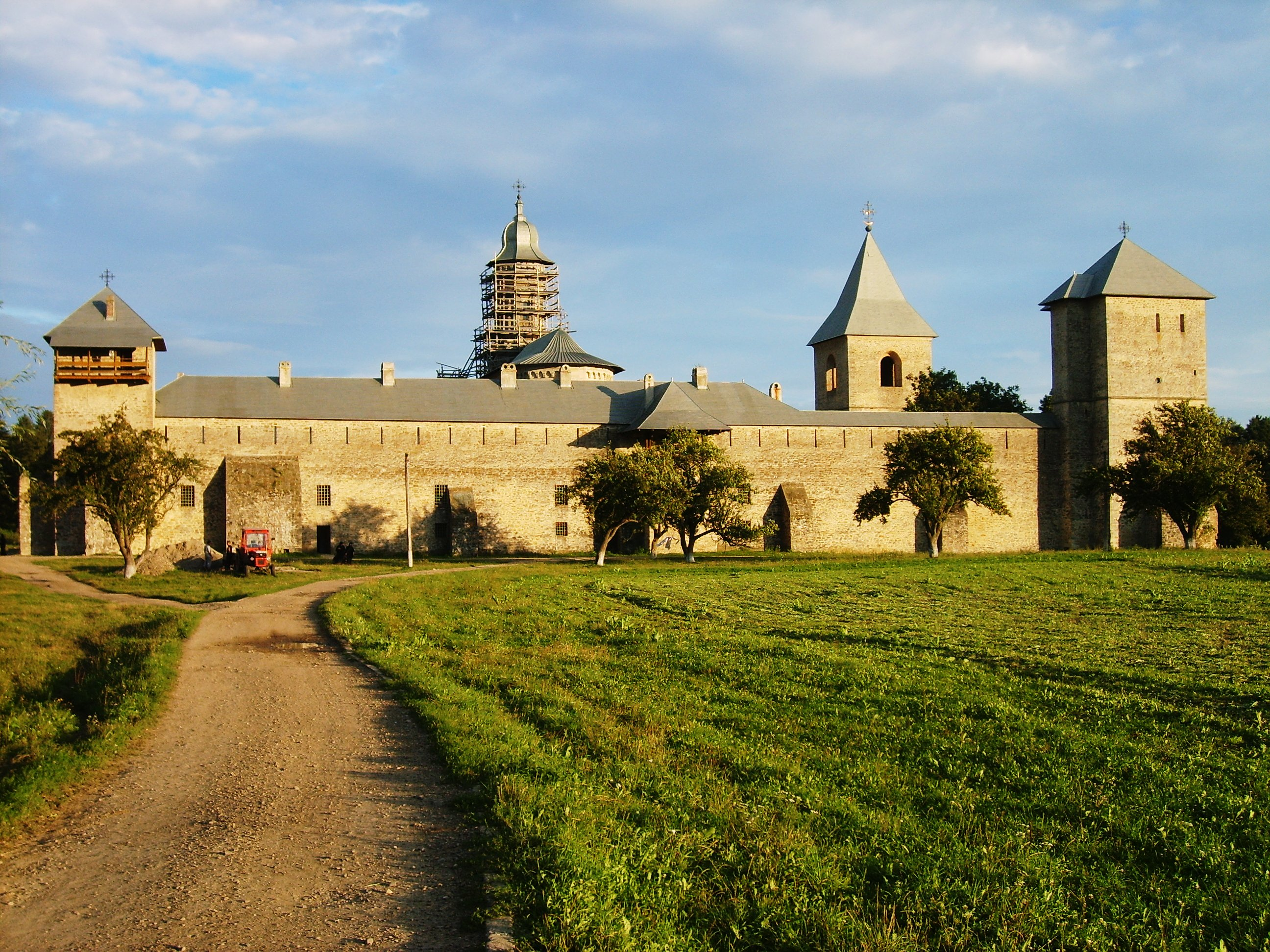
Kloster Dragomirna

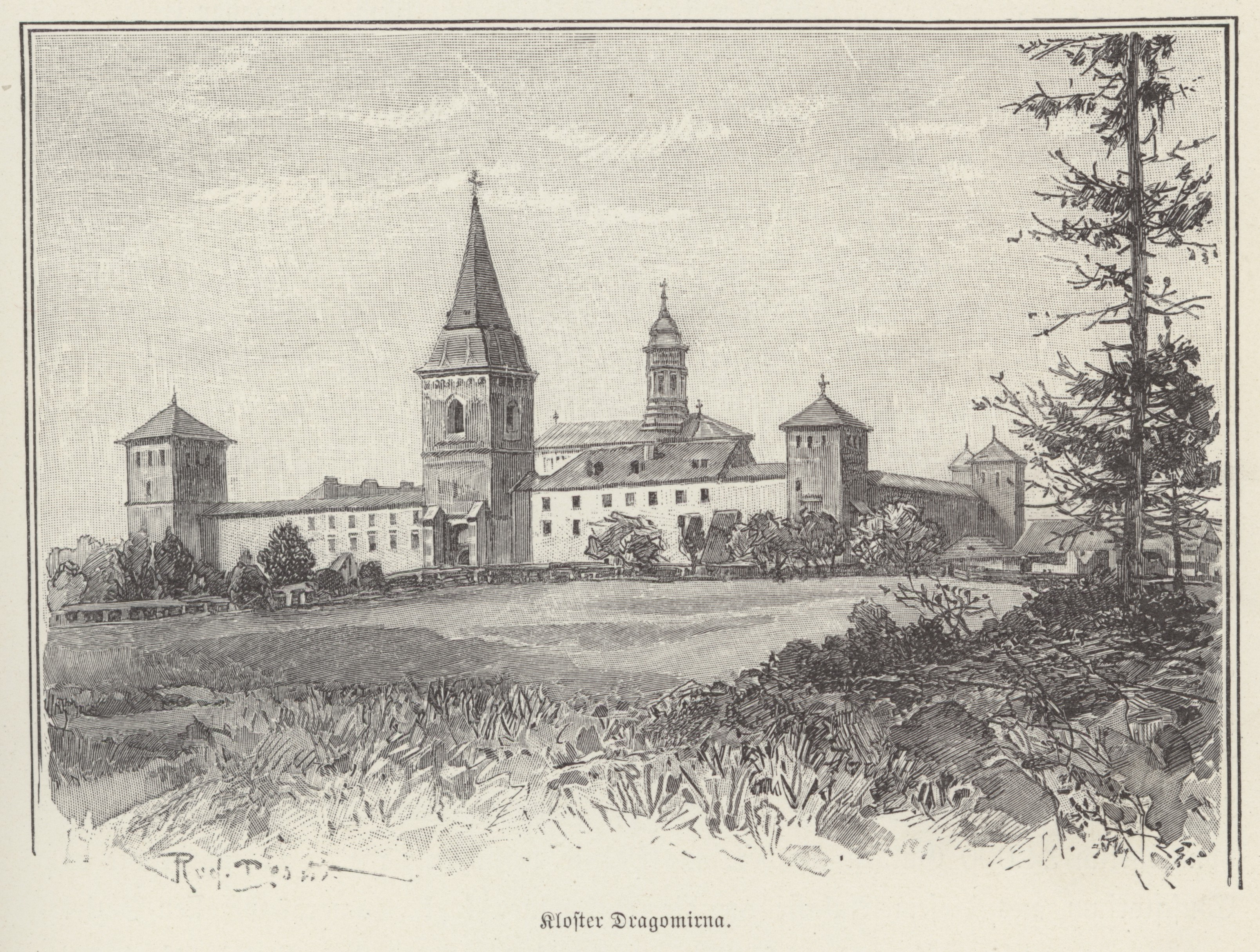
Kloster Dragomirna, historische Ansicht (Xylographie von Rudolf Bernt, 1899)

Das Kloster Dragomirna (rumänisch Mănăstirea Dragomirna) liegt im Kreis Suceava in Rumänien rund 15 Kilometer nördlich der Kreishauptstadt Suceava in der Nähe des Dorfes Dragomirna in der Gemeinde Mitocu Dragomirnei. Gegründet wurde dieses durch den Metropoliten der Moldau und Bischof Anastasie Crimca, der nach einem ersten kleinen Komplex in der Zeit von 1602 bis 1609 die heutigen Bauten errichten ließ.
Umgeben ist das Kloster von 10 m hohen und 2 m breiten Mauern, die zum Schutz gegen Eroberer errichtet und 1627 fertiggestellt wurden. Die 42 m hohe, 35 m lange und 9,50 m breite Kirche des Klosters weist romanische, gotische und orientalisierende Stilelemente auf. Ihr Inneres offenbart Wandmalereien in einem miniaturartigen Stil, der auf den Einfluss des Stifters Crimca, der auch Miniaturmaler war, zurückzuführen ist. Im zugehörigen Museum sind religiöse Gegenstände, Pretiosen, wertvolle Handschriften, Ikonen sowie kostbare Miniaturen aus der Sammlung des Klosters ausgestellt.
Derzeit wird das Kloster mit EU-Fördermitteln restauriert.